# Rudolf Wehrli
Rudolf Wehrli (* 24. Juni 1949 in Zürich) ist ein Schweizer Manager. Von 2012 bis 2018 war er  Verwaltungsratspräsident der Clariant.

## Leben
Rudolf Wehrli studierte an den Universitäten Basel und Zürich und promovierte in Theologie und Philosophie. Seine erste berufliche Station war 1979 das Beratungsunternehmen McKinsey & Company.
1984 wurde er Mitglied des Senior Managements Schweizerische Kreditanstalt (SKA), der heutigen Credit Suisse. Zum  Marketingleiter und Mitglied der Geschäftsleitung in Silent Gliss International stieg er 1986 auf. Mitglied der Konzernleitung Gurit Holding wurde er 1996. Im Jahre 1998 wurde er COO, zwei Jahre später CEO der Gurit Holding, 2008 wurde er Vizepräsident von Clariant AG, von 2012 bis 2018 war er deren VR-Präsident.
Weitere Mandate:
- Berner Kantonalbank
- Kambly SA, Schweiz
- Renolit SE, Deutschland
- Sefar Holding AG, Schweiz
- Wipf Holding, Schweiz
- HK Gerodur AG, Schweiz

Bis ins Jahr 2013 stand Wehrli an der Spitze des Dachverbands der Schweizer Wirtschaft Economiesuisse, auf ihn folgte Heinz Karrer.
Wehrli ist in zweiter Ehe verheiratet und Vater von vier erwachsenen Kindern aus erster Ehe. Er wohnt in Silvaplana.